# Miguel de Fuenllana

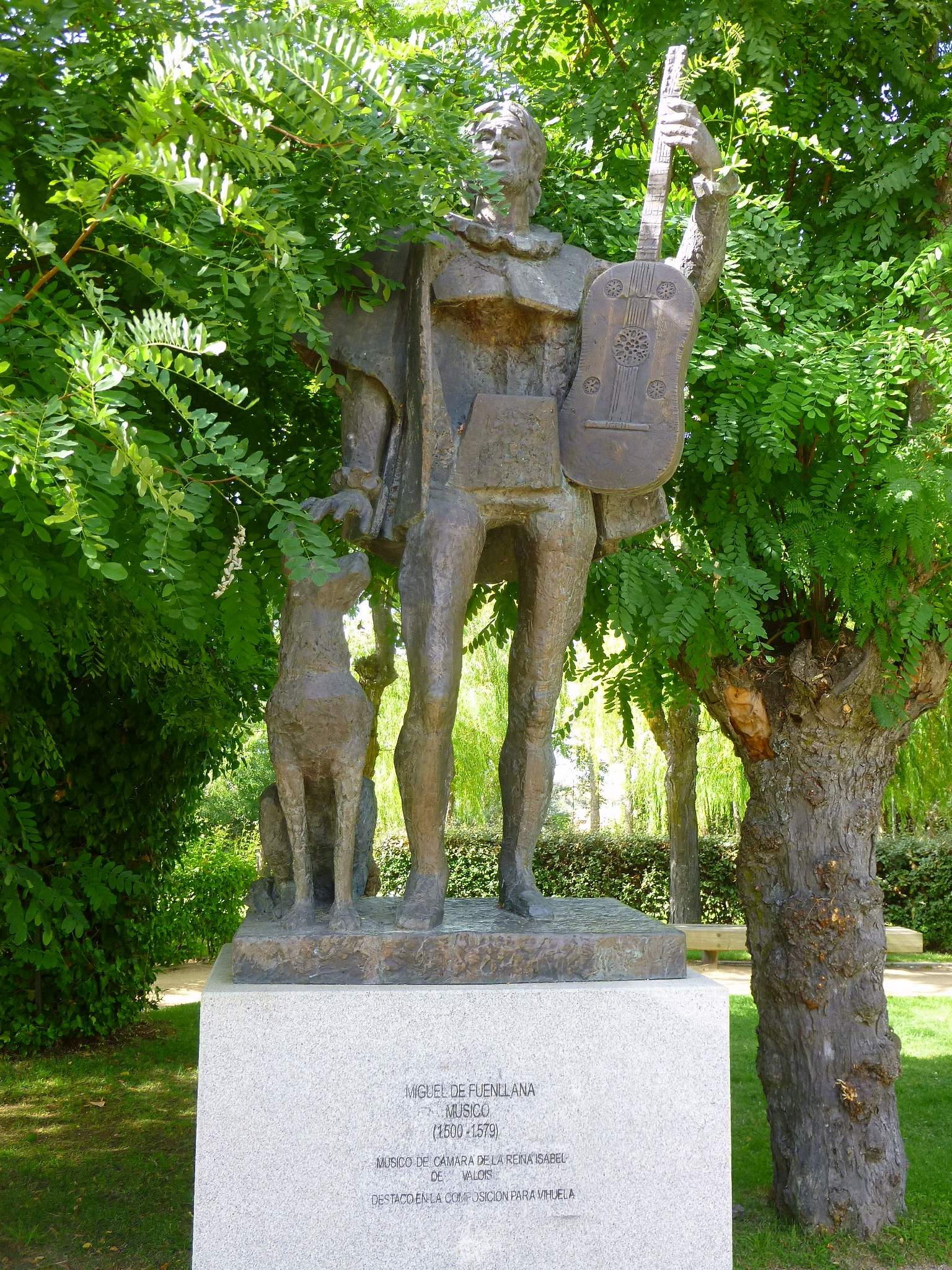
Estatua de Miguel de Fuenllana en el Parque Histórico de San Sebastián de Navalcarnero

Miguel de Fuenllana (Navalcarnero, Madrid, c. 1500 - Valladolid, 1579) fue un vihuelista y compositor español del Renacimiento. 

## Biografía
Se conocen pocos datos sobre su vida; seguramente sus raíces se hallaban en el municipio de Fuenllana, en la provincia de Ciudad Real, si bien nació en Navalcarnero. Ciego de nacimiento, compuso un  Libro de música para vihuela intitulado Orphenica Lyra (Sevilla, 1554), dedicado a Felipe II. Al venir de Francia Isabel de Valois (tercera esposa de Felipe II), trajo consigo un grupo de músicos instrumentistas franceses que quiso conservar en su Corte de España; Fuenllana alternó con este grupo y sus obras musicales se interpretaron junto a las otras de los artistas extranjeros; al morir la reina en 1568 continuó sirviendo en la corte española.

## Obra

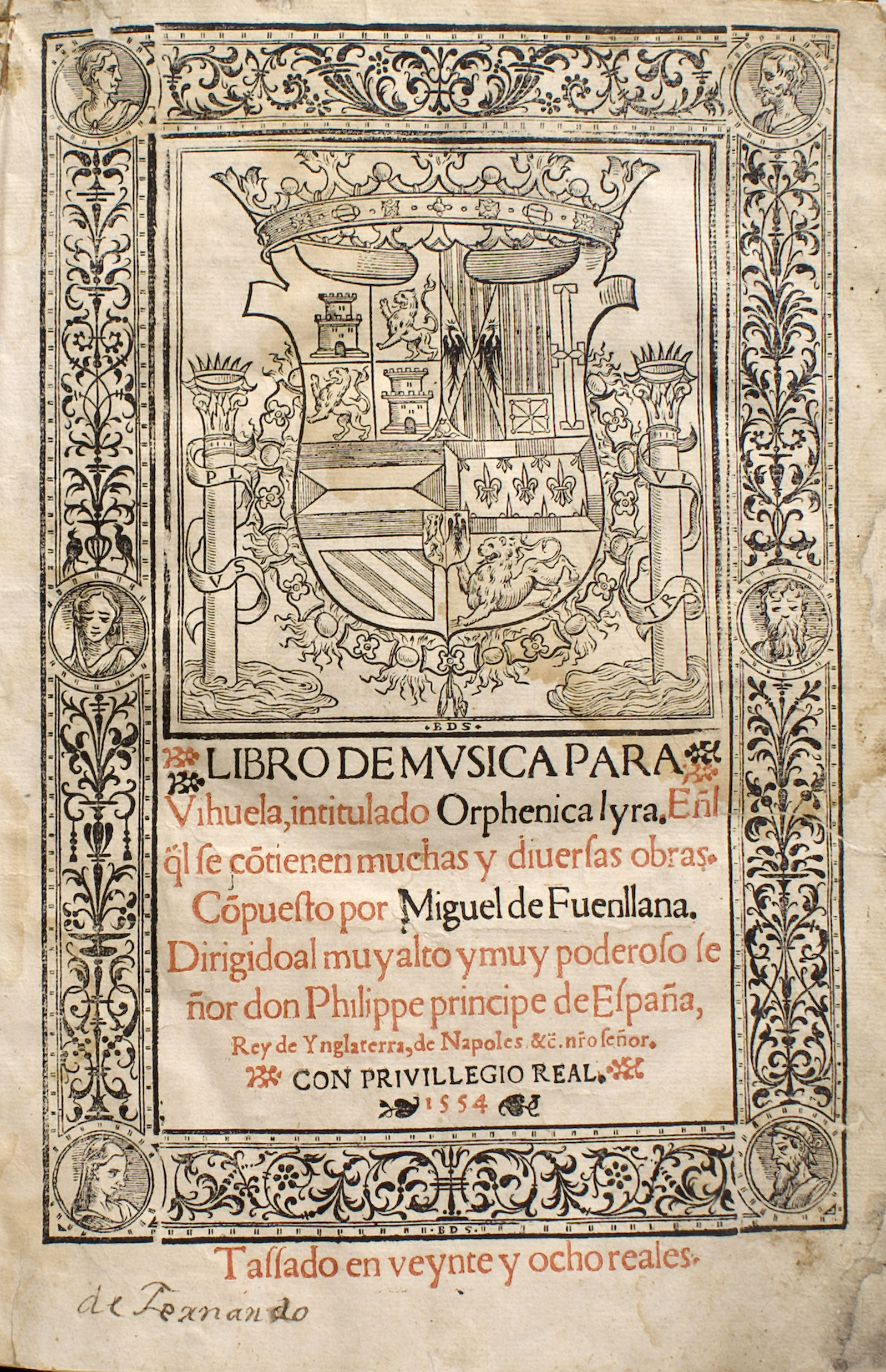
Portada del libro para vihuela de Miguel de Fuenllana "Orphénica Lyra" publicado en 1554

Orphénica Lyra abarca 188 piezas repartidas en seis libros. En los tres primeros se aprecia un orden ascendente del número de voces de las composiciones, pasando de 2 y 3 voces del primero a las 5 y 6 de los motetes del tercer volumen. El libro incluye 52 fantasías originales compuestas por él, más obras de otros 17 autores. Su estilo es polifónico y con texturas al modo de Morales. Esta obra también contiene arreglos de piezas vocales de Josquin, Morales, Guerrero y Verdelot, músicos, pues, españoles y de los Países Bajos. Fuenllana prefería el canto acompañado de vihuela a la vihuela solista. Para el cifrado de la voz cantada, en general la más grave, se recurría a escribirla con tinta roja. Los méritos de Fuenllana fueron reconocidos por sus contemporáneos; en la Declaración de instrumentos de Fray Juan Bermudo se lee:
Tengo por mejores tañedores a Narváez, a Martín de Jaén, a Hernando de Jaén, vecino de la ciudad de Granada, a López, músico del Señor Duque de Arcos, a Fuenllana, músico de la Señora Marquesa de Tarifa, a Mudarra, Canónigo de la Iglesia Mayor de Sevilla, y a Enrique, músico del Señor Conde de Miranda.
Benito Arias Montano y Juan de Quirós, entre otros poetas, elogiaron el arte de Fuenllana en los preliminares de su obra. Miguel de Fuenllana destacó por su habilidad en encontrar acordes y contrapuntos aptos para acompañar las melodías populares; algunas de estas letras tradicionales son: De los álamos vengo, madre, utilizada por Lope de Vega; Morenica, dame, Con qué la lavaré, De Antequera sale el moro y el romance de la pérdida de Antequera; preparó así el advenimiento de la melodía acompañada de los italianos.